# Åsa Sandell
Åsa Maria Sandell, född 24 januari 1967 i Örebro, är en svensk kulturjournalist, författare och före detta proffsboxare.

## Boxarkarriären
Åsa Sandell började att boxas när hon var 28 år, inledningsvis i rent motionssyfte. Efter fyra SM-guld och ett EM-guld inledde hon sin proffskarriär 37 år gammal. Sandell gick elva matcher som proffs, varav sex segrar (tre på teknisk knockout), två oavgjorda och tre förluster. Den 17 december 2005 gick Sandell en mycket uppmärksammad match mot Laila Ali, en match som hon förlorade på teknisk knockout efter fem ronder.
Åsa Sandell är 185 cm lång och hon tävlade i supermellanvikt (75 kg) för klubben Winning Boxing Club i New York. Sandell blev världsmästare 2007 sedan hon besegrat Dakota Stone i Göteborg med domarsiffrorna 2 – 1 och la beslag på mästarbältet i WBE (World Boxing Empire). Sista proffsmatchen blev den oavgjorda titelmatchen i september 2007 mot Teresa Perozzi, USA.

## Matcherna
| Datum             | Motståndare      | Plats                                 | Resultat                                          |
| ----------------- | ---------------- | ------------------------------------- | ------------------------------------------------- |
| 31 maj 2004       | Tabitha Rosario  | Washington DC                         | Vinst. TKO i tredje ronden.                       |
| 27 januari 2005   | Bose Ijoala      | Silverton Hotel & Casino i Las Vegas. | Vinst på poäng.                                   |
| 26 mars 2005      | Yolanda Swindell | Utomhusarena i Laughlin, Nevada       | Oavgjort                                          |
| 18 juni 2005      | Donna Logue      | Edmonton, Kanada.                     | Vinst. TKO                                        |
| 8 oktober 2005    | Laura Ramsey     | utomhusarenan i Laughlin, Nevada.     | Split decision, Laura Ramsey tilldöms segern.     |
| 17 december 2005  | Laila Ali        | Berlin                                | Förlust. TKO i femte ronden.                      |
| 17 juni 2006      | Ijeoma Egbunine  | Winston-Salem, North Carolina         | Förlust. TKO i andra ronden.                      |
| 19 oktober 2006   | Kimberly Harris  | Plattdeutsche restaurant i New York   | Vinst i sjätte ronden. Poängseger.                |
| 27 januari 2007   | Tiffany Carter   | Göteborg                              | Vinst. TKO                                        |
| 31 mars 2007      | Dakota Stone     | Göteborg                              | Vinst på poäng. WBE-bältet (World Boxing Empire). |
| 15 september 2007 | Teresa Perozzi   | Karlstad                              | Oavgjort                                          |

## Tränare
2016 öppnade Sandell ett boxningsgym, Kombox, i det gamla bryggområdet i Nora.

## Journalist- och författarkarriären
Åsa Sandell har studerat journalistik och litteraturvetenskap och har tidigare arbetat på Dagens Nyheters och Helsingborgs Dagblads kulturavdelningar.

## Radioprogram
- Sommarvärd i Sveriges Radio P1. (2006)

## TV-program
- deltog i den andra säsongen av TV-programmet Mästarnas mästare i SVT. (2010)
- deltog i SVT:s På spåret tillsammans med fotbollsdomaren Jonas Eriksson. (2016 och 2017)